# 2023年澳大利亚原住民之声公投
2023年澳大利亚原住民之声公投于2023年10月14日举行。投票者被问及是否同意修改《澳大利亚宪法》，通过设立一个名为“原住民议会之声”的机构，在文件中承认澳大利亚原住民，该机构 "可以就与原住民和托雷斯海峡岛民有关的事务向议会和联邦政府提出意见"。总理安东尼·阿尔巴尼斯于2023年3月23日宣布了全民公决的问题和修改建议。全民公决正式决定通过《2023年宪法修改（原住民和托雷斯海峡岛民之声）法案》。
该法案由总检察长马克·德雷福斯于2023年3月30日提交联邦议会。众议院于2023年5月31日通过了该法案，参议院于2023年6月19日通过了该法案。2023年9月11日，总督戴维·赫尔利向澳大利亚选举委员会签发令状，正式启动全民公决。
宪法修正案在全国范围内遭到否决，在所有州均以多数票被否决，因此未能获得宪法第128 条规定的修正案所需的双重多数票。澳大利亚首都领地是唯一投票赞成该修正案的辖区。